# Berliet

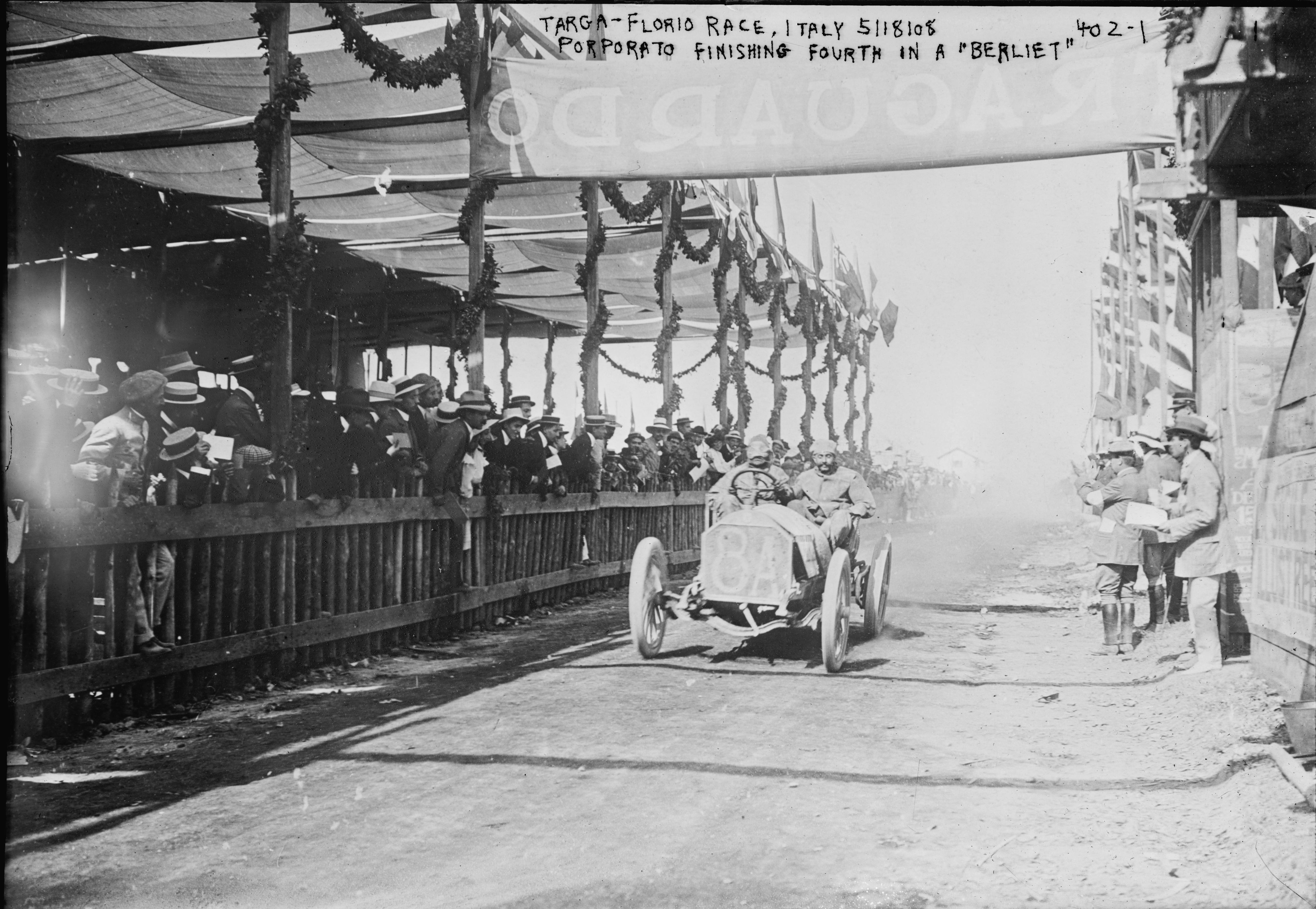
Wyścigowy model Berlieta prowadzony przez Jeana Porporato w wyścigu Targa Florio w 1908 roku

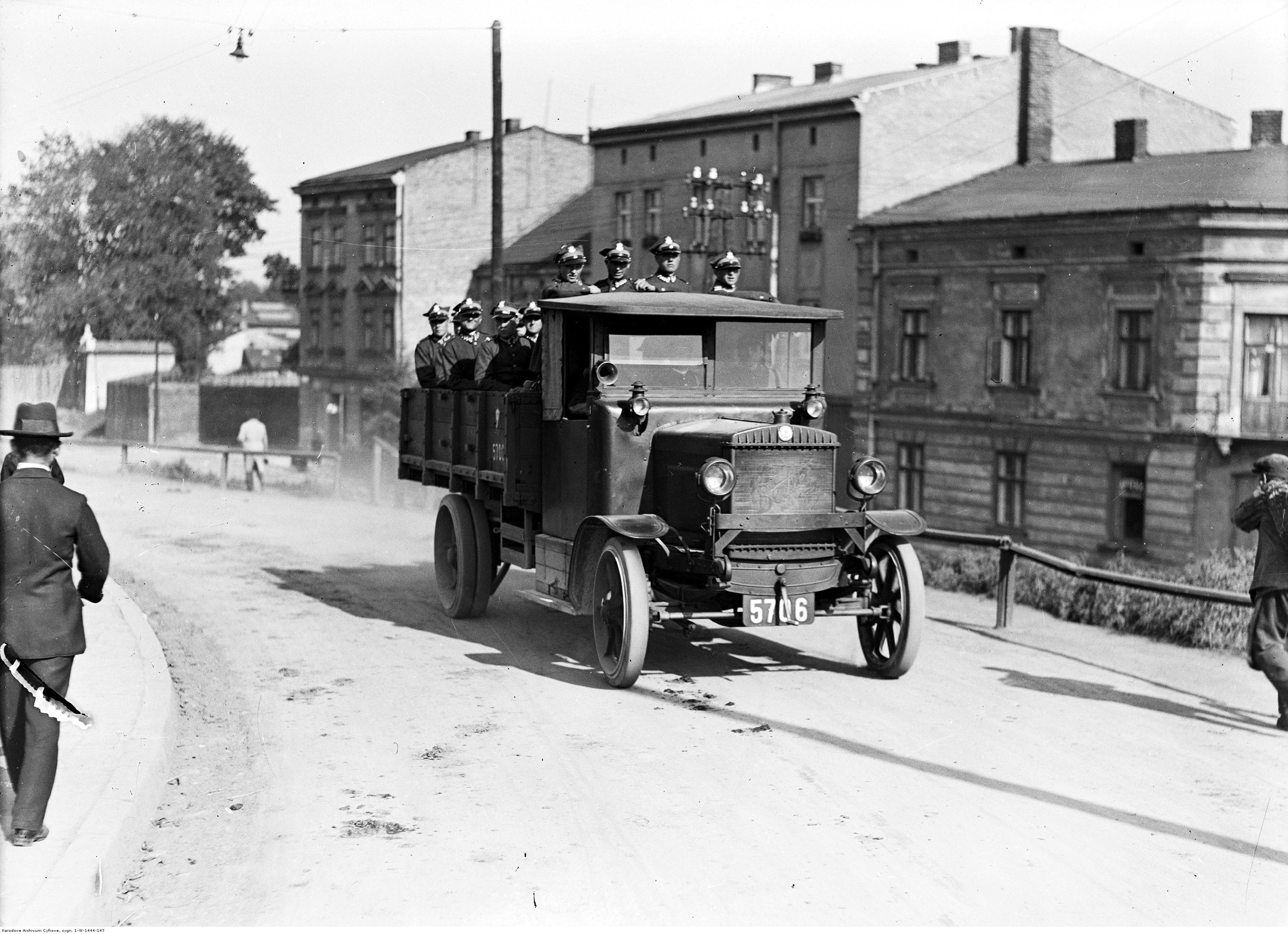
Ciężarówka Berliet CBA używana w Wojsku Polskim II RP

Berliet 20HP Closed swing-seat tonneau 1903

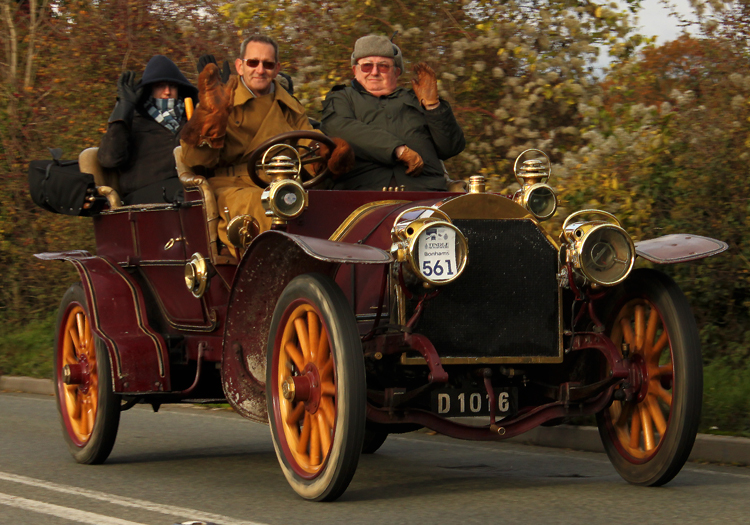
Berliet 40HP Tourer 1904

Ciężarówka Berliet GL

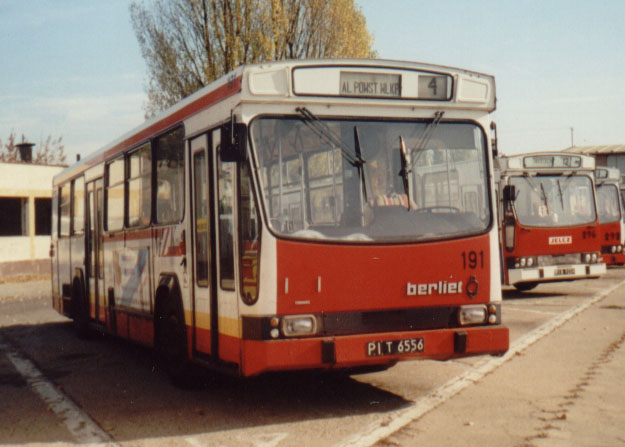
Autobus Berliet PR100 z MZK Piła

Berliet – były francuski producent samochodów osobowych, ciężarowych i innych pojazdów użytkowych z Vénissieux.

## Historia
Marius Berliet rozpoczął swoje eksperymenty z samochodami w 1894 roku. Niektóre jednocylindrowe samochody zostały zastąpione w 1900 roku przez modele z dwoma cylindrami. W 1902 roku Berliet przejął fabrykę Audibert & Lavirotte w Lyonie i rozpoczął budowę czterocylindrowych pojazdów wyposażonych w chłodnicę o strukturze plastra miodu i ramą ze stali zamiast z drewna.
W następnym roku pojazd został zaprezentowany wraz z bliźniaczym Mercedesem. W 1906 roku Berliet sprzedał licencję na produkcję swojego pojazdu firmie American Locomotive Company.
Przed I wojną światową Berliet oferował gamę modeli o mocach od 8 do 60 koni mechanicznych. Główne modele miały czterocylindrowe silniki o pojemnościach 2412 cm³ i 4398 cm³. Istniał także sześciocylindrowy silnik o pojemności 9500 cm³, od 1912 roku produkowany tylko na zamówienie. W latach 1910–1912 był produkowany dwunastokonny model o pojemności 1539 cm³.
W 1913 roku Berliet rozpoczął produkcję samochodów ciężarowych dla francuskiej armii. Firma wytwarzała nawet 40 pojazdów dziennie. Głównym modelem był ciężki 4-tonowy Berliet CBA, używany w okresie międzywojennym także w Wojsku Polskim.
Po wojnie produkowane były modele: 12KM (2613 cm³), 15KM (3308 cm³) i 22KM (4398 cm³). Nowy model z siedmiokonnym silnikiem o pojemności 1159 cm³ został wprowadzony w 1924. Nowe sześciocylindrowe silniki pojawiły się w 1927, ale od 1933 były oferowane tylko czterocylindrowe o pojemnościach 1600 cm³ i 2000 cm³.
Ostatnim modelem Berlieta z 1936 był Berliet Dauphine napędzane dwulitrowym silnikiem. Produkcja samochodów osobowych została zakończona w 1939, a po II wojnie światowej firma skoncentrowała się na produkcji samochodów ciężarowych. Produkowano również autobusy.
W 1967 Berliet został przejęty przez Citroëna. Pod koniec 1972 roku Przedsiębiorstwo Handlu Zagranicznego Pol-Mot kupiło licencję na produkcję autobusu Berliet PR100. Była to decyzja polityczna związana z wizytą pierwszego sekretarza Komitetu Centralnego Polskiej Zjednoczonej Partii Robotniczej Edwarda Gierka we Francji. Było to związane z trudnościami firmy Berliet oraz związkami Gierka z francuskim ruchem komunistycznym. Licencję zakupiono na rzecz firmy Jelcz z Jelcza-Laskowic, która planowała zakończenie produkcji autobusów na licencji Škody.
Berliet PR100 jak na owe czasy był bardzo nowoczesny oraz elegancki i jeszcze w fazie prób prototypu został przez europejskich znawców tematyki autobusów miejskich okrzyknięty rewolucyjnym ze względu na obniżenie poziomu podłogi i w ten sposób w projektowaniu autobusów rozpoczął on epokę autobusów niskopodłogowych. W celu obniżenia podłogi umieszczono silnik z tyłu, co jednak wówczas uniemożliwiało budowę autobusów przegubowych. Autobus miał dwoje drzwi w układzie niespotykanym w Polsce, a powszechnym na Zachodzie: na zwisie przednim oraz między osiami. Tylna część podłogi była znacznie wzniesiona nad zespołem napędowym. Był to autobus typowo miejski, gdyż na Zachodzie nastąpiło rozdzielenie konstrukcji kadłubów autobusów miejskich i dalekobieżnych. W związku z tym, jednym z warunków licencji było opracowanie wersji większej, trzydrzwiowej, oraz bazującej na tej konstrukcji wersji autobusów dalekobieżnych. Produkcja dwóch różnych konstrukcji w polskich warunkach ekonomicznych jednak okazała się zbyt droga, więc produkcji autobusów dalekobieżnych nigdy nie rozpoczęto.
Produkcję rozpoczęto jako Jelcz PR100. Pierwsze autobusy importowane z Francji miały skrzynie biegów półautomatyczne, które okazały się awaryjne, toteż szybko zastąpiono je przekładniami manualnymi tego samego producenta. Sprowadzano wtedy także autobusy turystyczne Berliet Cruisair. W 1973 roku Polska zakupiła też partię ciężarówek samowyładowczych Berliet GBH-12.
W 1975 roku w zakładach JZS Jelcz na licencji francuskiego Berlieta rozpoczęto produkcję trzydrzwiowego autobusu miejskiego średniopodłogowego Jelcz PR110 według opracowanej specjalnie dla Polski dokumentacji.
W tym czasie koncern Michelin posiadał zarówno Citroëna, jak i Berlieta. Po kryzysie naftowym w 1973 roku koncern Michelin zdecydował o swoim podziale, by móc skoncentrować się na przemyśle oponiarskim. Przez to Berliet został w 1974 roku sprzedany firmie Renault, podczas gdy firma Citroën została sprzedana Peugeotowi. Renault połączyło potem Berlieta z firmą Saviem i stworzyło Renault Véhicules Industriels. Na początku lat osiemdziesiątych marka Berliet zniknęła z rynku.